# Leicester City W.F.C.
Leicester City Women Football Club er en engelsk fodboldklub for kvinder, hjemmehørende i Quorn, Leicestershire. Klubben blev etableret i 2004 som en selvstændig klub, men blev i 2020 erhvervet af King Power, der er organisationen bag herrernes afdeling af Leicester City FC. I 2020-21 vandt klubben FA Women's Championship og rykkede op i Englands bedste række i kvinderners fodbold, FA Women's Super League.

## Aktuel trup
Oversigten er opdateret til og med 15. april 2022.
| Nr. | Land        | Position | Spiller           |
| --- | ----------- | -------- | ----------------- |
| 1   | England     | MM       | Demi Lambourne    |
| 3   | England     | FO       | Sam Tierney       |
| 4   | New Zealand | FO       | C. J. Bott        |
| 5   | England     | FO       | Abbie McManus     |
| 6   | England     | FO       | Georgia Brougham  |
| 7   | England     | AN       | Natasha Flint     |
| 8   | England     | MI       | Molly Pike        |
| 9   | England     | AN       | Jessica Sigsworth |
| 10  | England     | MI       | Charlie Devlin    |
| 11  | England     | AN       | Lachante Paul     |
| 12  | England     | AN       | Missy Goodwin     |
| 14  | Holland     | FO       | Esmee de Graaf    |
| 15  | Skotland    | FO       | Sophie Howard     |

| Nr. | Land    | Position | Spiller                 |
| --- | ------- | -------- | ----------------------- |
| 16  | England | MI       | Freya Gregory           |
| 17  | Jamaica | AN       | Paige Bailey-Gayle      |
| 18  | England | MI       | Sophie Barker (anfører) |
| 21  | Wales   | AN       | Hannah Cain             |
| 22  | Nigeria | FO       | Ashleigh Plumptre       |
| 23  | England | FO       | Jemma Purfield          |
| 24  | England | MI       | Elysia Boddy            |
| 25  | Wales   | FO       | Esther Morgan           |
| 27  | England | MI       | Shannon O'Brien         |
| 28  | England | MM       | Kirstie Levell          |
| 44  | England | MI       | Connie Scofield         |
| 48  | England | MM       | Sophie Harris           |